# Čerinova ulica, Ljubljana
Čerinova ulica je ena izmed cest v Ljubljani.

## Urbanizem
Cesta poteka vzporedno z Dunajsko cesto od križišča z Ulico 7. septembra do ulice Ježica.
Od glavne ceste poteka več stranskih rokavov, ki se priključujejo na Dunajsko cesto.
Na cesto se povezuje Ulica Rezke Klopčič.

## Javni potniški promet
Po Čerinovi ulici poteka trasa mestne avtobusne linije št. 14. Na ulici je eno postajališče mestnega potniškega prometa.

### Postajališče MPP
| postajališče    | št. linije |
| --------------- | ---------- |
| 103121 Čerinova | 14         |

| postajališče    | št. linije |
| --------------- | ---------- |
| 103122 Čerinova | 14         |